# Juan Crisóstomo Thiebaut
Juan Crisóstomo Thiébaut o Jean-Chrysostome Thiébaut (Marsella, Francia, aprox. 1790-Montevideo, 22 de marzo de 1851) fue el comandante de la Legión Francesa durante el Sitio de Montevideo (1843-1851), en la denominada Guerra Grande de la República Oriental del Uruguay

## Biografía
Thiébaut se desempeñó como antiguo suboficial de Napoleón Bonaparte. Más tarde emigró a España, Reino Unido y finalmente a la Banda Oriental donde fue carnicero y posteriormente tenedor de libros. 
Con el coronel francés Bernard Dupuy organizó la legión, en un cuerpo de línea, con uniforme y bandera, armándose con fusiles que aportó la flota francesa. Los enrolados tenían muy buena paga. Tiempo más tarde esa Legión Francesa incrementó el número de sus fuerzas, al incorporarse los vascos recién llegados comandados por Juan Bautista Brie.
El general Manuel Oribe se hizo fuerte en la campaña y decidió sitiar la ciudad de Montevideo en febrero de 1843, iniciándose una lucha en la que tanto defensores como sitiadores eran en su mayor parte extranjeros y no orientales.
El bando de los defensores de Montevideo estaba integrado por los colorados riveristas; los antirrosistas unitarios o federales -disidentes emigrados de la Confederación Argentina- que formaron la Legión Argentina comandados por el general Eustoquio Díaz Vélez; los franceses, bajo el mando del coronel Juan Crisóstomo Thiebaut y los italianos, que integraron la Legión Italiana bajo las órdenes de Giuseppe Garibaldi.
Por el otro bando, el ejército sitiador de Oribe estaba integrado por orientales y por habitantes de la Confederación. El cerco de Oribe a la capital oriental fue reforzado por mar a través de la escuadrilla de Buenos Aires, al mando del almirante Guillermo Brown, que inició el bloqueo a Montevideo en abril de 1843. 
Este bloqueo de Buenos Aires a Montevideo, extendido a la ciudad oriental de Maldonado a partir de septiembre, fue rechazado por el comandante de las fuerzas navales británicas John Brett Purvis y por el ministro brasileño en Montevideo Joao Lins Vieira Cansançao de Sinimbú.
Al frente de su legión, Thiébaut, murió el 22 de marzo de 1851, pocos meses antes del levantamiento del sitio.
- Datos: Q5641818